# Monika Westinner
Monika Westinner (* 2. September 1945 in Hamburg) ist eine deutsche CDU-Politikerin und ehemaliges Mitglied der Hamburgischen Bürgerschaft.

## Leben
Monika Westinner ist beruflich als Diplom-Übersetzerin tätig. Sie ist Geschäftsführerin im Hamburger Landesverband der Frauen-Union. Zudem war sie Mitglied in der Bezirksversammlung Wandsbek und war dort als Vorsitzende im Ausschuss für Umwelt, Gesundheit und Verbraucherschutz. Zudem war sie als einfaches Mitglied im Ausschuss für Finanzen und Kultur sowie im Ausschuss Soziale Stadtentwicklung. Nach der Wahl im Februar 2008 wurde sie für die CDU Mitglied der Hamburgischen Bürgerschaft. Sie zog über die Landesliste als Nachberufene für Dietrich Wersich in das Parlament ein. Der 2011 gewählten Bürgerschaft gehört sie nicht mehr an.